# Seeing New Orleans
Seeing New Orleans è un cortometraggio muto del 1912. Il nome del regista non viene riportato nei credit del film, un documentario su New Orleans prodotto dalla Selig.

## Produzione
Il film fu prodotto dalla Selig Polyscope Company.

## Distribuzione
Distribuito dalla General Film Company, il film - un documentario di 150 metri - uscì nelle sale cinematografiche statunitensi il 10 maggio 1912. Nelle proiezioni, veniva programmato con il sistema dello split reel, accorpato in un'unica bobina con un altro cortometraggio prodotto dalla Selig, il comico They Go Toboganning tratto dai fumetti di Rudolph Dirks.